# رولاند ر. كونكلين
رولاند ر. كونكلين (بالإنجليزية: Roland R. Conklin)‏ هو خبير مالي وشخصية أعمال أمريكي، ولد في 1 فبراير 1858، وتوفي في 2 يناير 1938.